# Campanula spatulata
Campanula spatulata ist eine Pflanzenart aus der Gattung der Glockenblumen (Campanula) in der Familie der Glockenblumengewächse (Campanulaceae).

## Beschreibung

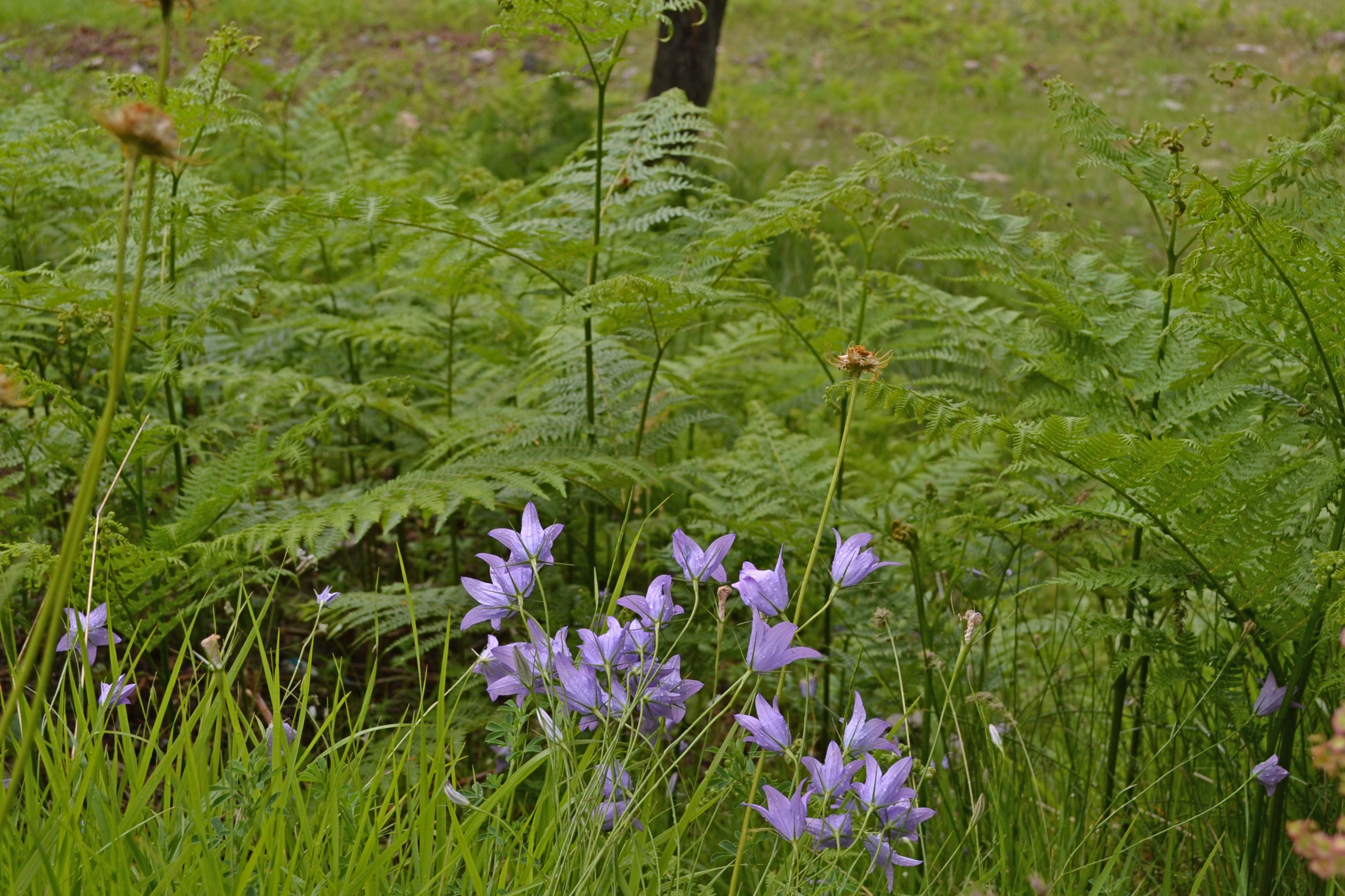
Campanula spatulata am Parnass in Griechenland

### Vegetative Merkmale
Campanula spatulata ist eine ausdauernde krautige Pflanze. Sie bildet eine rübenförmige Wurzel als Überdauerungsorgan und kurze Stolonen aus. Die dünne, aufsteigenden  Stängel werden meist 20 bis 30 (5 bis 50) Zentimeter hoch. Die Laubblätter sind papillös oder glatt und mehr oder weniger gekerbt. Die Grundblätter sind rundlich bis spatelförmig und gestielt, die oberen Stängelblätter sind sitzend, lanzettlich und zugespitzt.

### Generative Merkmale
Pro Stängel werden ein bis fünf Blüten gebildet. Die zwittrigen Blüten sind fünfzählig mit doppelter Blütenhülle. Die Kelchzähne sind lanzettlich-pfriemlich und schwach gekielt und besitzen zwei bis vier kleine drüsige Zähne. Die Krone ist dunkelblau bis lilafarben, trichterförmig und etwa zur Hälfte in eiförmig-längliche Zipfel geteilt.
Die verkehrt-kegelförmigen Kapselfrüchte sind gefurchte.

## Vorkommen
Campanula spatulata hat Vorkommen in Serbien, Montenegro, Albanien, Griechenland, Bulgarien und in der Türkei. Sie ist in Griechenland weit verbreitet und reicht im Norden bis ins südliche Albanien, Mazedonien und südliche Bulgarien. Campanula spatulata subsp. spatulata gedeiht im Hochgebirge des griechischen Festlandes und Euböas. Die zweite Unterart, Campanula spatulata subsp. spruneriana ersetzt die typische Unterart in tieferen Höhenlagen unter 1000 Metern und kommt auf weiteren Inseln (Samothrake, Nördliche Sporaden, Kythira) vor. Die dritte Unterart, subsp. filicaulis, ist ein Endemit der unteren und mittleren Höhenlagen Zentral- und Ost-Kretas.
Die beiden im Tiefland vorkommenden Unterarten kommen auf Kalkstein in Phrygana und fortgeschritteneren Sukzessionsstadien vor. Sie wächst oft im Schutz der Dorn-Bibernelle (Poterium spinosum) und anderer Dornsträucher und entkommt so der Beweidung.

## Systematik
Die Erstveröffentlichung von Campanula spatulata erfolgte 1806 durch James Edward Smith in Sibthorp & Smith: Florae Graecae prodromus; sive Plantarum omnium enumeratio Band 1 Seite 137.
Campanula spatulata kann in drei Unterarten aufgeteilt werden:
- Campanula spatulata subsp. spatulata: Die Stängel sind verkürzt, nur 5 bis 25 cm lang und haben meistens nur eine Blüte. Die mittleren Stängelblätter sind meistens länglich, elliptisch oder verkehrteiförmig und sitzend oder sehr kurz gestielt. Die Krone ist kurz mit 6 bis 11 Millimeter langer Röhre. Die Kelchzipfel sind zwei bis drei Mal länger als die Kapselfrucht. Die Blütezeit reicht von Juni bis August.[6] Die Chromosomenzahl beträgt 2n = 20.[6]
- Campanula spatulata subsp. spruneriana (Hampe) Hayek (Syn.: Campanula spruneriana Hampe): Die Stängel sind 15 bis 50 cm lang und mehrblütig. Die mittleren Stängelblätter sind meistens lanzettlich-zugespitzt und sitzend. Die Krone ist groß mit 10 bis 15 Millimeter langer Röhre. Die Kelchzipfel sind drei bis sechs Mal länger als die Kapselfrucht. Die Chromosomenzahl beträgt 2n = 20.[6]
- Campanula spatulata subsp. filicaulis (Halácsy) Phitos: Die Stängel 15 bis 50 cm lang, fadenförmig, stark verlängert und biegsam. Die mittleren Stängelblätter sind eiförmig oder elliptisch und kurz bis lang gestielt. Die Krone ist schmal trichterförmig mit bis 10 Millimeter langer Röhre. Die Kelchzipfel sind zwei bis drei Mal länger als die kurz verkehrt-kegelförmige Kapselfrucht. Die Blütezeit reicht von (März bis) April bis Juni.[4]